# Black Widows
Black Widows é uma banda de gothic metal portuguesa formada em 1995, caracterizada por ser constituída por elementos femininos.

## Biografia
A banda junta-se em 1995, com Rute (voz e guitarra), Xana (guitarra), Chris (bateria), Vanessa (baixo) e Marta P. (teclados), com a primeira demo tape a ser gravada em Dezembro de 1996, com críticas excelentes. No ano seguinte houve mudanças na formação quando Carla Marques (teclados) e Eliana Correia (guitarra) se juntam à banda. 
Em Agosto de 1999, no regresso a casa depois de um concerto, Carla Marques morre instantaneamente. Vanessa e Eliana decidem sair das Widows, mas Rute e Chris encontram os novos elementos, Marta (teclado) e Cláudia (baixo). 
Em 2000 as Black Widows assinam com a Recital Records e gravam o seu EP de estreia Dark Side of an Angel. Em Abril de 2001, a banda garante a primeira parte de King Diamond em Portugal. Em 2002, é lançado o primeiro álbum, Sweet... The Hell, que contou com a participação de Gunther Theys (Ancient Rites, Danse Macabre).
Em 2004, Marta, Chris e Cláudia deixam a banda e Rute decide continuar com nova formação.

## Discografia
- 1996- Promo tape '96. Demo
- 1998- Miracles Of Sadness. Demo
- 2001- Dark Side Of An Angel. EP
- 2002- Sweet… The Hell. Álbum[4]